# Cartulário de Redon
O cartulário da abadia de Redon é uma recolha de actas, escrituras, mapas e plantas produzidas entre o final do século VIII e o meio do século XII. 